# Otto Hersing

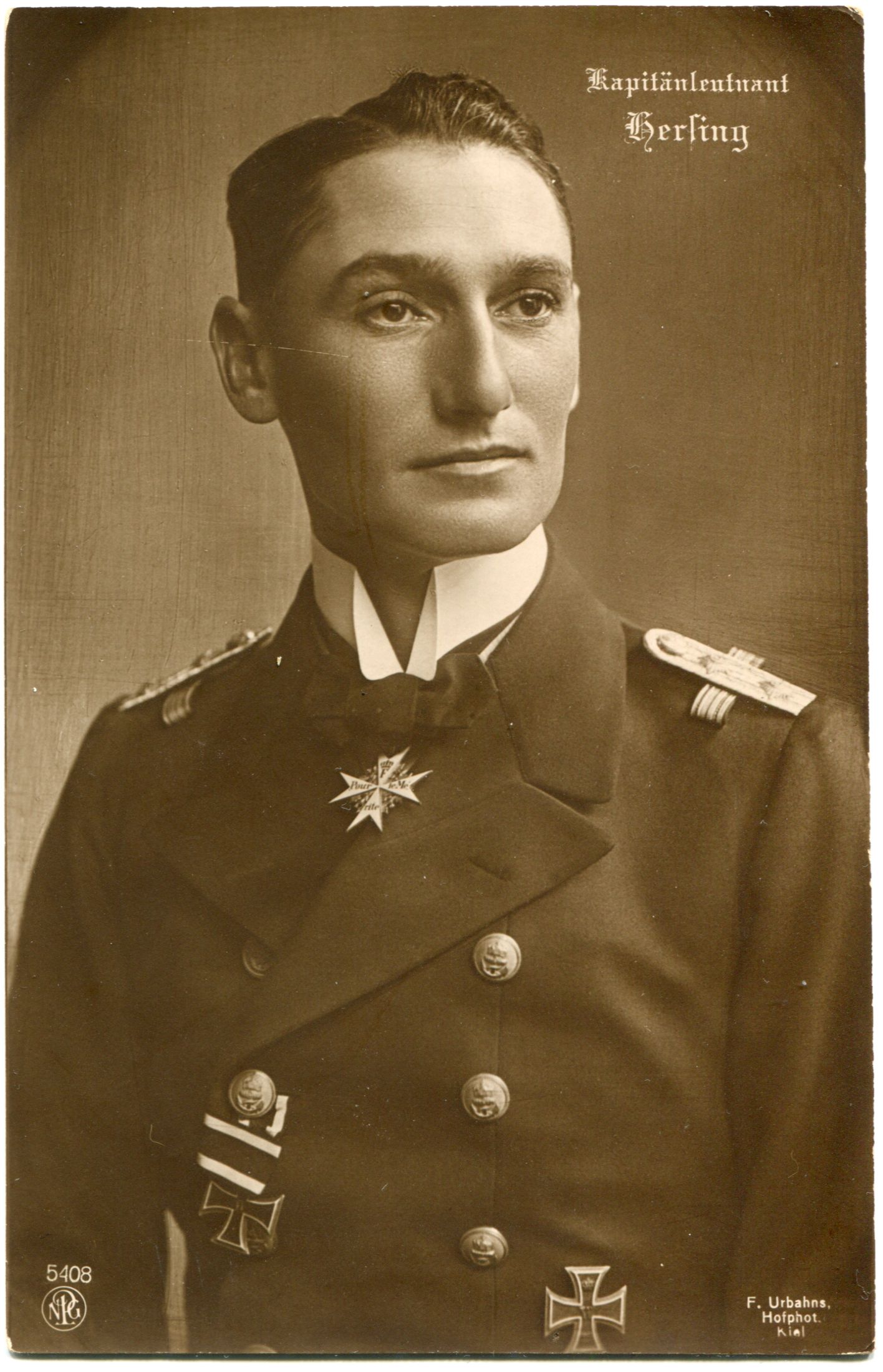
Otto Hersing (1916)

Otto Hersing (* 30. November 1885 in Mülhausen; † 5. Juli 1960 in Angelmodde) war ein deutscher Marineoffizier und während des Ersten Weltkriegs Kommandant des U-Bootes SM U 21. Hersing erlangte dadurch Berühmtheit, dass er der erste U-Boot-Kommandant war, der per Torpedo-Schuss ein feindliches Schiff versenkte.

## Herkunft
Otto Hersing entstammte einer Arztfamilie. Er war der Sohn des Professors für Augenheilkunde in Straßburg, Friedrich Wilhelm Hersing (1846–1926) und dessen Ehefrau Luise (1863–1927), geborene Eicher, einer Kaufmannstochter aus Speyer. Sein Großvater Friedrich Wilhelm Hersing war Arzt in Geistingen.
Hersing heiratete 1923 die DRK-Schwester Klara Buscher (1894–1985), die Ehe blieb kinderlos.

## Leben
Hersing trat am 11. April 1903 in die Kaiserliche Marine ein und erhielt seine Ausbildung auf dem Kadettenschulschiff Stosch, dem Torpedoschulschiff Blücher und dem Artillerieschulschiff Mars. Als Fähnrich fuhr er zudem auf dem Linienschiff Kaiser Wilhelm II. Im September 1906 wurde er zum Leutnant befördert und diente zwei Jahre auf dem Kleinen Kreuzer Hamburg. Anschließend war Hersing ein Jahr Kompanieoffizier bei der I. Torpedo-Division und danach Wachoffizier auf Torpedobooten. 1909 wurde er zum Oberleutnant befördert. Von 1911 bis 1913 unternahm er als Wachoffizier auf der Hertha Fahrten nach Westindien und ins Mittelmeer. Im März 1912 wurde er im U-Bootdienst ausgebildet und erhielt im Oktober des Folgejahres sein eigenes Kommando.
Nach Ausbruch des Ersten Weltkriegs kreuzte er am 5. September 1914 mit U 21 unter seinem Kommando vor der Ostküste Schottlands und traf dort auf die 8. Zerstörer-Flottille unter Führung des Leichten Kreuzers Pathfinder. Da die Pathfinder wegen knapper Kohlevorräte nur noch mit maximal 5 Knoten Geschwindigkeit laufen konnte, wurde sie zu einem leichten Ziel für den ersten Torpedoschuss. Der Torpedo traf die Pathfinder an einer ungepanzerten Stelle bei den Munitionskammern. Sie explodierte sofort und sank in wenigen Minuten. 259 Seeleute verloren dabei ihr Leben, nur elf wurden gerettet. Mitte Dezember 1914 erfolgte seine Beförderung zum Kapitänleutnant.
Im Mai 1915 versenkte Hersing vor den Dardanellen zwei britische Linienschiffe, die Triumph und die Majestic. Hersings Erfolge zwangen die Alliierten alle großen Schiffe von Kap Helles abzuziehen und Großbritannien bot eine Belohnung von 100.000 Pfund für die Gefangennahme des deutschen Kommandanten. Nachdem er bereits beide Klassen des Eisernen Kreuzes erhalten hatte, verlieh ihm Wilhelm II. am 5. Juni 1915 als zweitem U-Boot-Kommandanten den Orden Pour le Mérite, die höchste Tapferkeitsauszeichnung für Offiziere. Seine Vaterstadt Kreuznach ehrte ihn durch die Verleihung der Ehrenbürgerwürde. Am 8. Februar 1916 gelang auch die Versenkung des französischen Panzerkreuzers Amiral Charner. Im April 1918 gab er das Kommando über U 21 ab und wurde Lehrer an der U-Boots-Schule. Zugleich war er Chef der Front-U-Boots-Halbflottille. Bei Kriegsende 1918/19 überführte Hersing die deutschen Truppen aus Riga in das Reich.
Nach dem Krieg war Hersing während des Kapp-Putsches Befehlshaber aller schwimmenden Seestreitkräfte. Er wurde in die Reichsmarine übernommen und am 1. Februar 1922 Korvettenkapitän. Am 31. Juli 1924 wurde er aus dem aktiven Dienst verabschiedet.
Hersing wurde Mitglied der NSDAP und hielt oft Vortragsveranstaltungen über seine Zeit als Kommandant von U 21 ab, so etwa am 25. Januar 1931 und im Mai 1933 jeweils in Northeim.
Bis 1935 war er als Verbindungsoffizier der Reichsmarine im Wehrkreis 6 und als Landwirt auf seinem Gut bei Rastede tätig. Am 27. August 1939, dem sogenannten Tannenbergtag, erhielt er den Charakter als Fregattenkapitän.

## Gedenken
Nach Otto Hersing sind drei Straßen benannt:
- Hersingstraße in Bremerhaven
- Otto-Hersing-Straße in Bad Kreuznach
- Otto-Hersing-Weg in Münster

## Schriften
- U21 rettet die Dardanellen. Amalthea Verlag, Wien 1932 (mit Porträt).